# Lymexylon amamianum
Lymexylon amamianum är en skalbaggsart som beskrevs av Yoshihiko Kurosawa 1985. Lymexylon amamianum ingår i släktet Lymexylon och familjen varvsflugor. Inga underarter finns listade i Catalogue of Life.